# Les Grandes Aventures de Wallace et Gromit
Les Grandes Aventures de Wallace et Gromit (Wallace and Gromit's Grand Adventures) est une série épisodique de jeux d'aventure en pointer-et-cliquer développée par Telltale Games et basée sur les personnages de Wallace et Gromit créés par Nick Park et les studios Aardman Animations. Le 1er épisode est sorti en téléchargement le 24 mars 2009 pour PC et le 27 mai 2009 pour Xbox 360 sur le Xbox Live Arcade. Les quatre épisodes sont développés par Telltale Games, en collaboration avec Aardman Animations. Les joueurs contrôlent alternativement à la fois Wallace et Gromit.

## Synopsis
La série reprend les personnages d'Aardman Animation, Wallace et Gromit, dans l'univers des courts-métrages et du long-métrage. Le lieu principal du jeu étant la maison de Wallace, dans West Wallaby Street. D'autres lieux de la ville sont disponibles selon les épisodes. Chaque épisode peut-être pris de manière autonome, bien que chaque fin d'épisode introduit un élément de l'épisode à suivre.

## Épisodes
| # | Titre français             | Titre original           | Date de sortie PC | Date de sortie Xbox 360 | Synopsis |
| - | -------------------------- | ------------------------ | ----------------- | ----------------------- | --- |
| 1 | Les abeilles font mouche   | Fright of the Bumblebees | 24 mars 2009      | 27 mai 2009             | Wallace tente de sauver son commerce de vente de miel grâce à une nouvelle méthode de production pour faire pousser des fleurs géantes. Quand une conséquence est l'apparition d'abeilles géantes, Gromit va devoir sauver la ville de cette nouvelle menace. |
| 2 | Alerte à Wensleydale-Plage | The Last Resort          | 5 mai 2009        | 4 novembre 2009         | Quand l'arrivée de la pluie ruine leurs plans de vacances, Wallace et Gromit amènent la plage à la 62e rue West Wallaby avec la création d'une station balnéaire dans leur cave. Maintenir les clients satisfaits est difficile, particulièrement quand l'un d'entre eux est frappé à la tête par un (ou deux) agresseur(s) inconnu. Qui est auteur de l'agression ? Gromit va devoir le trouver avec (ou malgré) l'aide d'une invention de Wallace : le deduct-o-matic… |
| 3 | Bâillonnés !               | Muzzled!                 | 16 juin 2009      | 4 novembre 2009         | Monty Muzzle, nouvellement arrivé en ville, organise une grande foire pour lever des fonds afin de reconstruire le refuge local pour chiens. Gromit va vite réaliser que les intentions de Muzzle ne sont pas exactement charitables… Un prospectus découpé en plusieurs morceaux va l'aider à découvrir la vérité et ainsi sauver ses amis canins et l'argent des habitants…                                                                                            |
| 4 | Le croque-mitaine          | The Bogey Man            | 29 juillet 2009   | 4 novembre 2009         | Wallace est dans une situation délicate : il a demandé involontairement la main de sa voisine Miss Flit. Pour échapper au mariage, Gromit l'inscrit à un club de golf. Malheureusement, ce dernier sera détruit si on ne trouve pas le plan du 18 trou du club ; Wallace devra trouver les 3 clefs permettant d'ouvrir le passage secret et terminer le 18e trou. |

## Système de jeu
Le Gameplay est légèrement modifié par rapport aux jeux d'aventure de Telltale. C'est toujours un jeu en pointer-et-cliquer en 3D, mais le clavier est également utilisé pour les déplacements des personnages et des fonctions de l'inventaire.
Les actions à mener se font par un simple clic gauche ou en utilisant le clavier. Il n'y a pas de fonction "parler", "prendre" ou "utiliser". L'action la plus logique est réalisée : Si on clique sur une personne, on lui parle. Si on clique sur un objet, on obtient sa description et nos héros le prennent s'il est utile.

## Distribution
Les épisodes sont disponibles en saison complète en téléchargement sur le site de Telltale Games ainsi que sur la plateforme de téléchargement Steam. Ils sont également vendus à l'unité sur le site de Telltale Games. Les acheteurs de la saison pourront demander l'envoi d'un DVD qui reprendra l'intégralité des épisodes.
Pour la première fois pour un jeu Telltale, le jeu est directement disponible en téléchargement en version sous-titrée dans plusieurs langues : français, allemand, espagnol et italien.

## Accueil
- Adventure Gamers : 4/5 (Ep. 1)[1] - 3/5 (Ep. 2)[2] - 4/5 (Ep. 3)[3] - 3,5/5 (Ep. 4)[4]
- Jeuxvideo.com : 14/20[5]